# Nakamura Takaya
Takaya Nakamura (sinh ngày 3 tháng 6 năm 1978) là một cầu thủ bóng đá người Nhật Bản.

## Sự nghiệp câu lạc bộ
Takaya Nakamura đã từng chơi cho Vissel Kobe.